# Knut vom Bovert
Knut vom Bovert (* 22. Dezember 1949 in Haan) ist ein deutscher Rechtsanwalt. Er war von 2004 bis 2015 Bürgermeister der nordrhein-westfälischen Stadt Haan.

## Leben
Als Parteiloser wurde Knut vom Bovert erstmals am 10. Oktober 2004 in einer Stichwahl gegen Matthias Nocke (CDU) mit 72,3 Prozent zum Bürgermeister der Stadt Haan gewählt. Im ersten Wahlgang hatte vom Bovert 45,6 Prozent und Nocke 30,7 Prozent erhalten.
2009 wurde er mit 48,3 Prozent im Amt bestätigt. Bei der Bürgermeisterwahl vom 13. September 2015 kam er als Zweitplatzierter mit 27 Prozent in die Stichwahl gegen die Erstplatzierte, die parteilose Bettina Warnecke, die für die CDU antrat, mit 33,2 Prozent. In der Stichwahl unterlag er ihr mit 40,2 Prozent.